# Polská socialistická strana

Logo strany

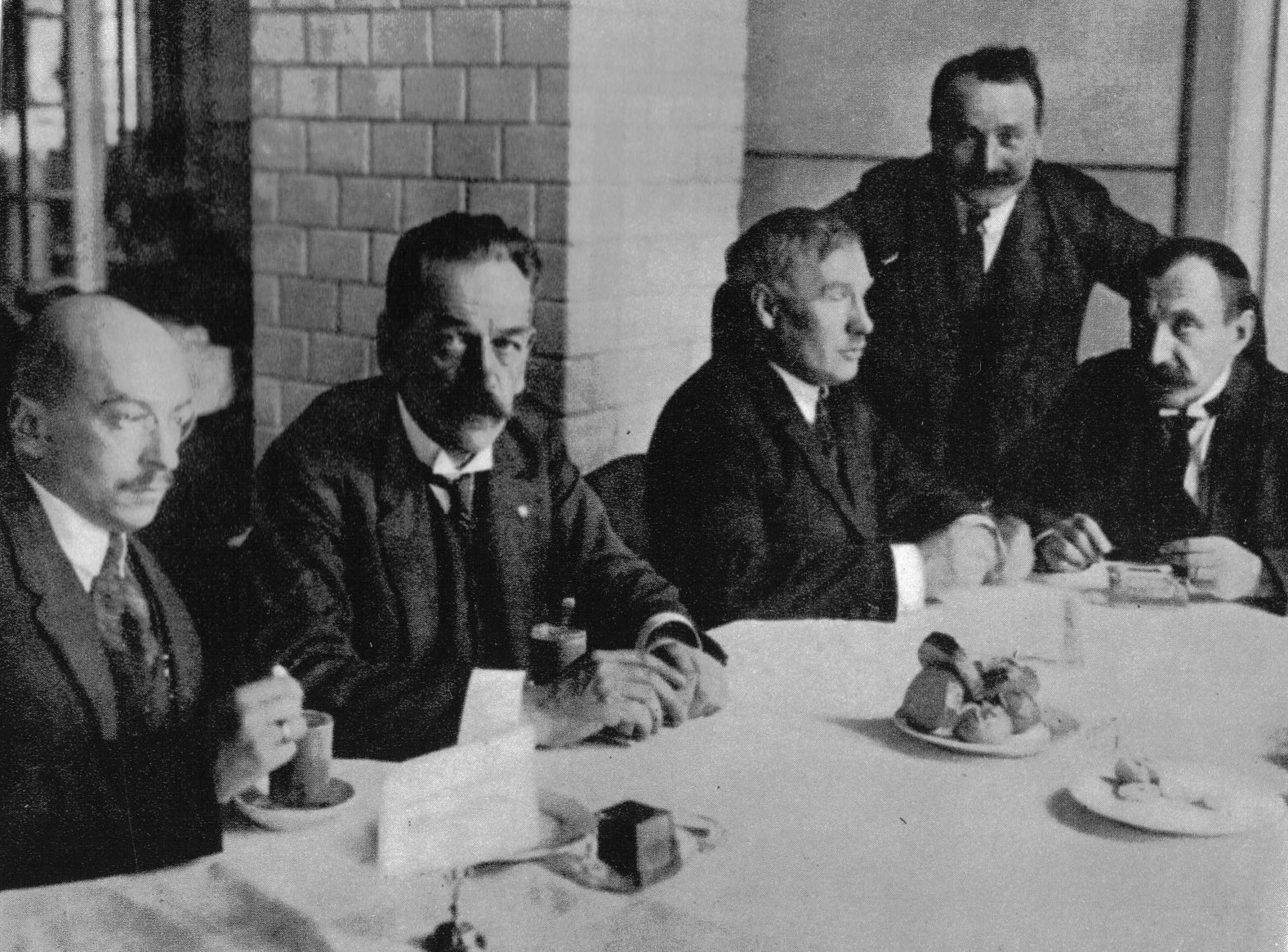
Vedení strany roku 1926, zleva: Adam Pragier, Jędrzej Moraczewski, Norbert Barlicki, Marian Malinowski i Rajmund Jaworowski

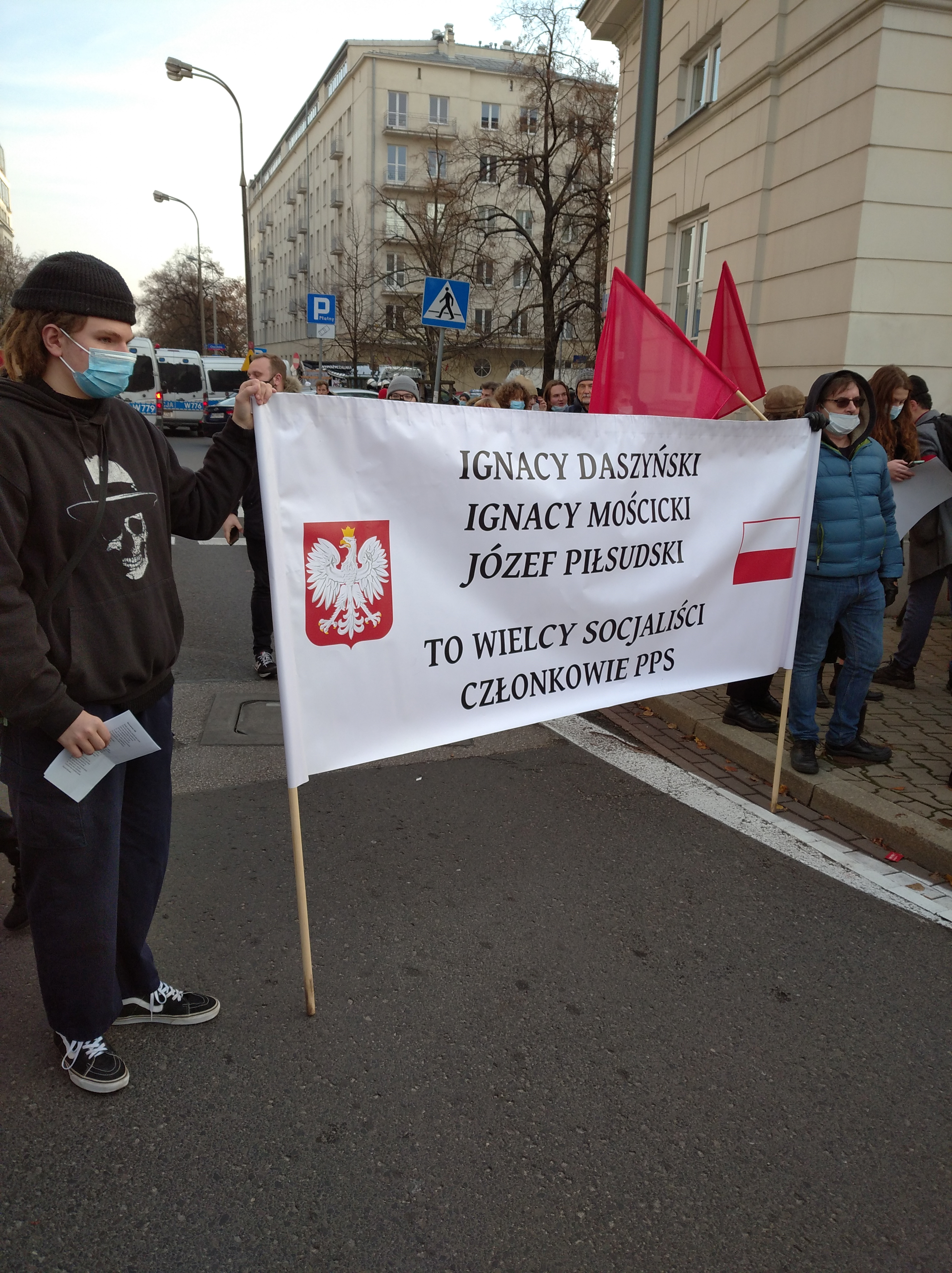
Současní členové strany se hlásí k její historii

Polská socialistická strana (polsky: Polska Partia Socjalistyczna), známá pod zkratkou PPS, je polská politická strana levostředového zaměření (demokratický socialismus, proevropanství, progresivismus), jejíž význam je však zejména historický (její role za druhé republiky a krátce po druhé světové válce).

## Dějiny
Založena byla 23. listopadu 1892 polskými emigranty v Paříži. Měla tradiční sociálnědemokratický program té doby (demokracie, rovné volební právo, osmihodinová pracovní doba, náboženská, rasová a etnická rovnost) a navíc ještě program polské nezávislosti. Někteří historici ji dokonce vidí jako stranu nacionalistickou. Po ruské revoluci v roce 1905 strana rychle zesílila a ze stovek členů vyrostla na 60 000 členů. Od roku 1894 vydávala noviny Robotnik (deník vycházel do roku 1939).
V roce 1906 se strana rozštěpila, většina byla spíše nacionálně orientována a té zůstala značka Polská socialistická strana. Vedl ji Józef Piłsudski. Odštěpená levicová frakce později (1918) tvořila jeden ze zakládajících článků Komunistické strany Polska, která ale nebyla v polském politickém systému nijak významná. PPS byla naopak klíčovou politickou silou druhé polské republiky. Její představitelé Ignacy Daszyński a Jędrzej Moraczewski byli i premiéry. Strana podporovala Piłsudského i jeho Květnový převrat v roce 1926, posléze se ale autoritářskému sanačnímu režimu postavila, za což byla řada jejích členů pronásledována.
Za druhé světové války byla strana v odboji. Po válce se stala nejsilnější politickou stranou a vyhrála volby v roce 1947. Komunisté však použili vůči ní taktiku trojského koně: ve straně proti sobě stálo křídlo vedené Edwardem Osóbkou-Morawskim, které se chtělo spojit s agrárníky a čelit komunismu, a křídlo Józefa Cyrankiewicze, které chtělo spolupracovat s komunisty. Komunisté takticky posilovali levé křídlo, Cyrankiewiczovi umožnili stát se premiérem a agrárníci navíc kvůli staré nedůvěře spolupráci odmítli. Cyrankiewicz nakonec rozhodl o sloučení své levé frakce s komunisty do Polské sjednocené dělnické strany, což byl hlavní akt procesu nastolení komunistického režimu v Polsku. Polská sjednocená dělnická strana se pak stala hegemonní silou tohoto režimu.
Členové pravé frakce houfně odešli do emigrace. Dva její členové byli exilovými prezidenty (Stanisław Ostrowski a Franciszek Trąbalski) a čtyři premiéry exilové vlády (Tomasz Arciszewski, Tadeusz Tomaszewski, Antoni Pająk, Alfred Urbański). Strana byla obnovena v Polsku roku 1987 zásluhou Jana Józefa Lipskiho, jednoho ze členů Solidarity. Strana si ale po pádu komunismu, v tzv. třetí republice, nezískala silné postavení. V 90. letech byla sice součástí silných levicových koalic, ale sama v Sejmu získala jen čtyři (1993) a tři mandáty (1997). Od roku 2001 je strana mimoparlamentní, i když podporuje některé relativně úspěšné levicové koalice, v roce 2023 to byla například volební koalice Lewica. Za třetí republiky měla strana též 4 senátory. Naposledy se povedlo získat senátorský post v roce 2019 předsedovi PPS Wojciechu Koniecznymu.